# GOES

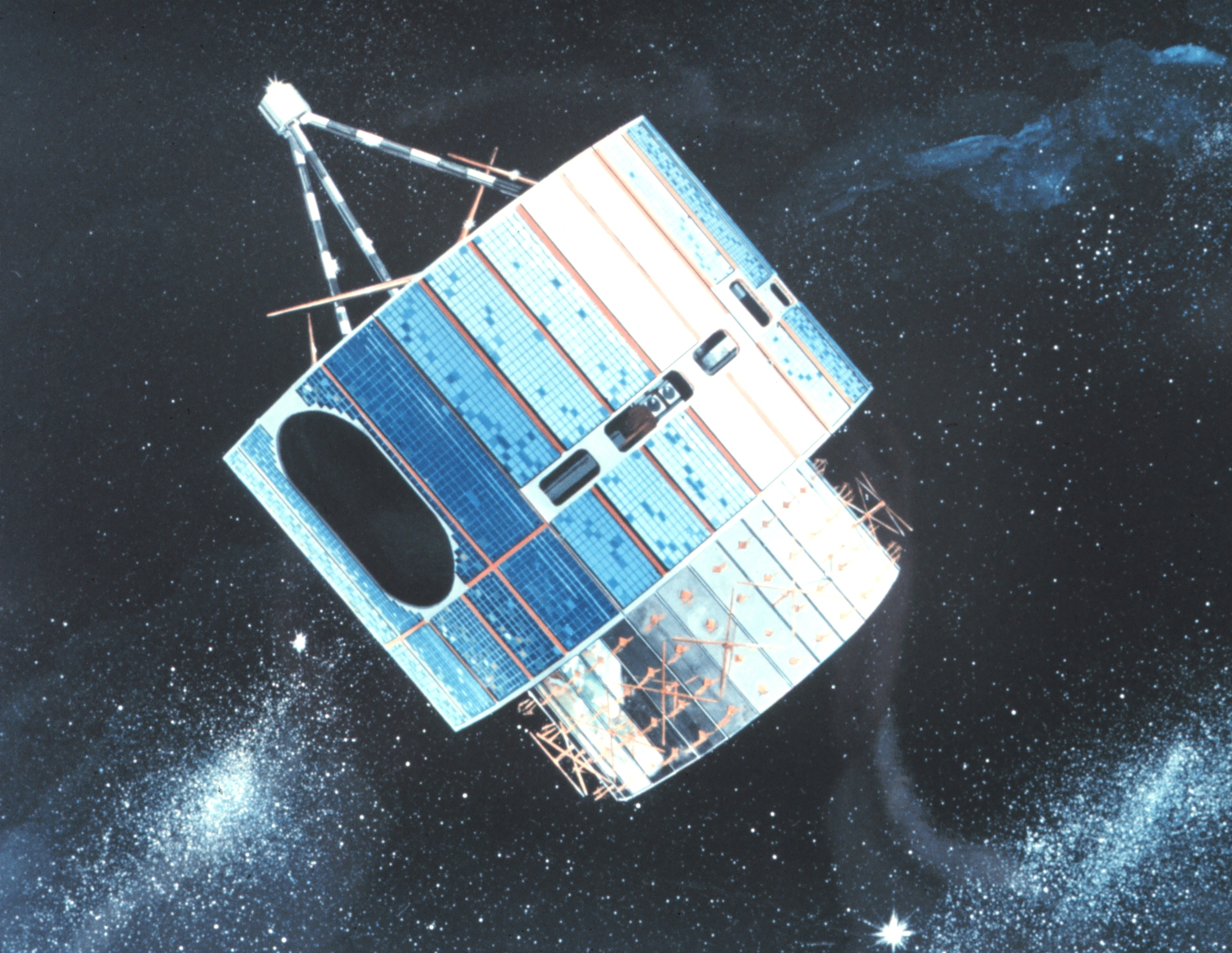
Один з перших супутників GOES

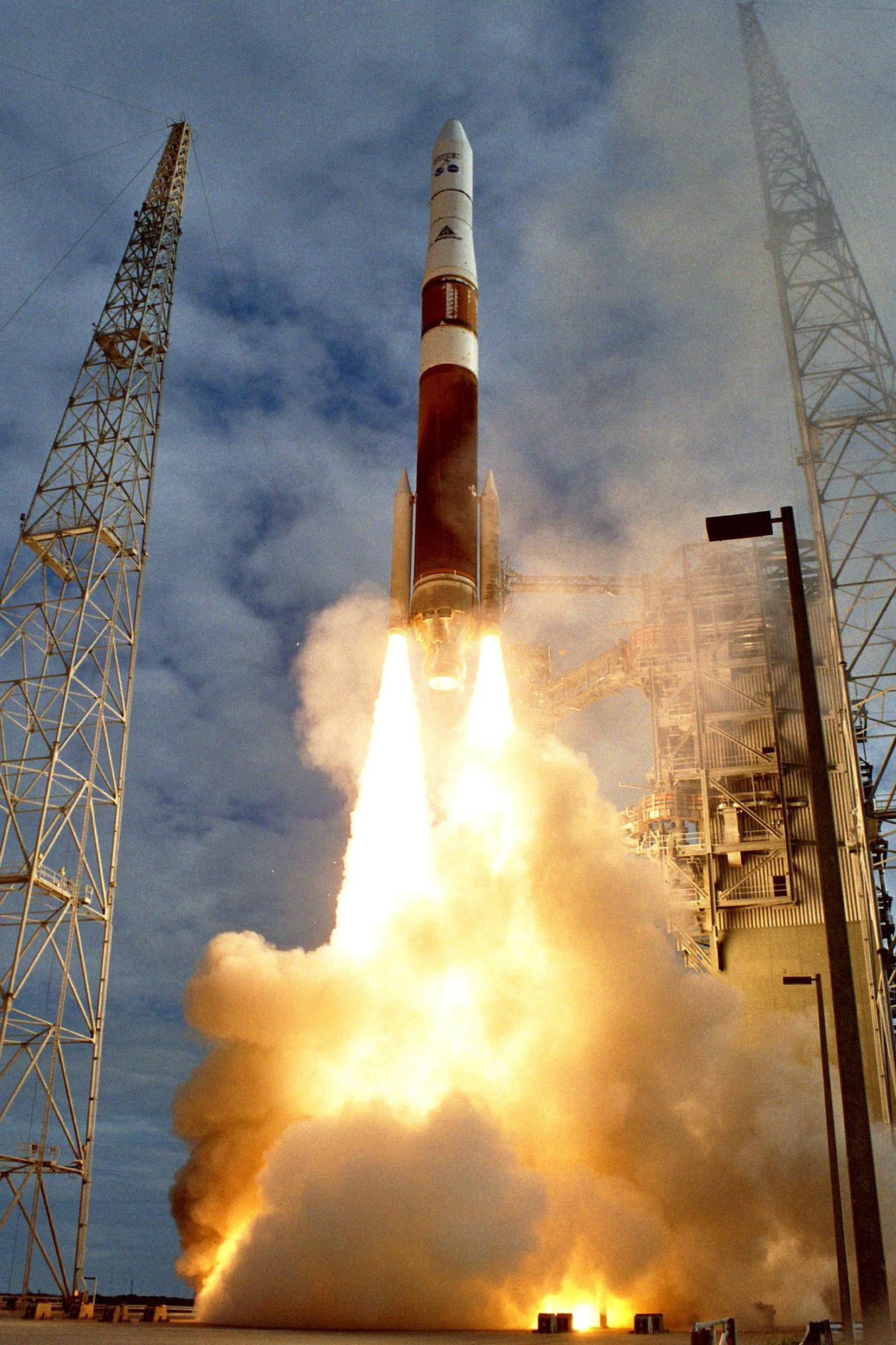
The GOES N satellite 703529

Geostationary Operational Environmental Satellite (GOES) (геостаціонарний експлуатаційний супутник спостереження за довкіллям) — серія супутників, яка знаходиться у віданні американської Національної інформаційної служби супутникових даних про довкілля (NESDIS). 
Супутники GOES виводяться на геостаціонарну орбіту з космодрому на мисі Канаверал та забезпечують прогнозування погоди, відстеження штормів і метеорологічні дослідження. Супутники і наземна інфраструктура системи надають таким споживачам, як Національна служба погоди (NWS), безперервний потік даних про довкілля.